# Markscheider

Markscheider beim Ziehen unter Tage

Der Markscheider ist ein speziell im Bergbau tätiger Vermessungsingenieur. Der Markscheider ist zuständig für die Erfassung, Auswertung und Bereitstellung bergbaubezogener Geoinformationen sowie deren rissliche oder kartografische Darstellung. Mit diesen Daten bearbeitet er Fragestellungen aus verschiedenen Bereichen wie Lagerstättenmanagement, Bergbauplanung, Genehmigungsverfahren, Raumordnung, Regionalplanung, Abbaueinwirkungen im Gebirge und an der Tagesoberfläche sowie Bergschäden. Seit dem Mittelalter war der Markscheider ein Beamter, der die Markscheide eines Bergwerks zu bestimmen hatte und seine Erkenntnisse, insbesondere in Bezug auf die Lagerstätte mit allen Klüften und Gängen sowie die Grubenbaue im Risswerk niederlegte. Im bayerisch-österreichischen Raum wird der Markscheider auch Schiner oder Schinmeister genannt.
Markscheider üben entweder einen freien Beruf aus oder sind heute überwiegend als Angestellte eines Bergbauunternehmens oder in einer (Berg-)Behörde tätig. Sie nehmen auch durch Gesetz übertragene Aufgaben (Bundesberggesetz) wahr, weshalb an die Ausbildung und Aufsicht besondere Anforderungen gestellt werden. Zu den wichtigsten Aufgaben gehört das Anfertigen und Nachtragen des bergrechtlich vorgeschriebenen Risswerks.
Um Markscheider zu werden, ist nach dem Studium eine rund zweijährige Referendarausbildung in der Bergbauverwaltung der Bundesländer notwendig, die mit dem zweiten Staatsexamen abgeschlossen wird. Die Anerkennung eines Markscheiders in einem Bundesland ist auch in den anderen Bundesländern gültig (Anerkennungsfiktion). Die Bergbehörden führen, in der Regel öffentlich zugängliche, Verzeichnisse mit den Namen und Anschriften der Niederlassungen aller jeweils anerkannten Markscheiderinnen und Markscheider.
Der Deutsche Markscheider-Verein e. V. ist die berufsständische Vereinigung im deutschsprachigen Raum. Seit dem Jahr 1885 wird eine Fachzeitschrift herausgegeben, deren Name seit Juni 2002 "Markscheidewesen" lautet.

## Namensentstehung
Der Name Markscheider wird von den zwei Begriffen Mark und Scheiden abgeleitet. Mark wird hier im Sinne von Grenze gebraucht. Das Vermessen (Scheiden im Sinne von trennen) der Grundstücksgrenzen bezeichnet man als Markscheiden.
Auch die in der Mark vergebenen Tagebaue wurden vermessen. Mit Aufkommen der ersten Erzgruben mussten nicht nur die Längenfelder, sondern auch die Untertagebaue vermessen werden. Damit es nicht zum Überfahren der Markscheide und somit zur Verletzung von Nachbarschaftsrechten kam, legte der Bergmeister die übertägigen Besitzgrenzen fest. Die untertägigen Grenzen wurden bei Streitigkeiten vom Bergmeister und zwei getreuen rechten Leuten festgelegt. Diese Regelung findet man im Freiberger Bergrecht B und in der Kuttenberger Bergordnung. Der Markscheider als Person wird dann in der Altenberger Bergordnung von 1492 und in der Annaberger Bergordnung von 1509 genannt. In der 1490 für Schwaz erlassenen Bergordnung wird der in Österreich als Schinner bezeichnete Markscheider das erste Mal genannt. Da sie amtlich bestellte Sachverständige waren, hatten ihre Messergebnisse und Aufzeichnungen Urkundscharakter. Die vom Markscheider im Rahmen seiner Befugnisse nach §§ 63, 64 BBergG erstellten Urkunden genießen auch heute noch öffentlichen Glauben (§ 64 Absatz 2 SDatz BBergG) und erleichtern so die Beweisführung in Prozessen zur Durchsetzung von Schadensersatzansprüchen infolge von Bergschäden.

## Rechtliche Stellung
Die Ergebnisse der mit der Vermessung beschäftigten Personen hatten schon im 13. Jahrhundert Gesetzeskraft. In der am 5. Januar 1517 von Maximilian I. für Niederösterreich erlassenen Bergordnung, wurde das erste Mal eine Vereidung des Markscheiders erwähnt. In Sachsen wurde der Markscheider unter staatliche Aufsicht gestellt. Im 18. und 19. Jahrhundert besetzten Markscheider einen bedeutenden Rang in der Hierarchie des Montanwesens. So wurden Markscheider oder Landesmarkscheider bei den österreichischen Berggerichten bestellt und hatten die Aufgabe, bei Grenzstreitigkeiten zu entscheiden. In Deutschland ist § 64 Bundesberggesetz maßgebend, ergänzt durch bundesrechtliche Verordnungen und zahlreiche landesrechtliche Gesetze und Verordnungen.

## Aufgaben

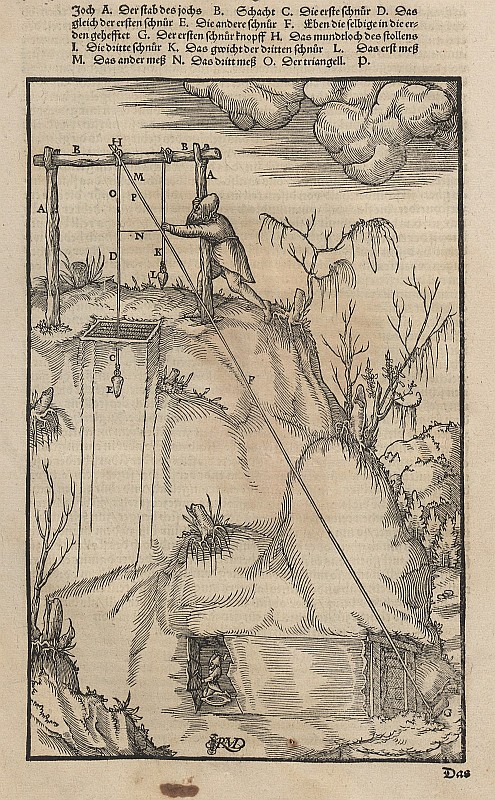
Markscheider bei der Vermessung eines Schachtes

Im frühen Bergbau übernahm der Bergmeister oder der Steiger gemeinsam mit weiteren als verlässlich eingestuften Männern die ersten markscheiderischen Verrichtungen, das Vermessen der Fundgruben und Längenfelder. Das wird schon in den ersten Bergordnungen des 13. Jahrhunderts geregelt. Erst Ende des 15. Jahrhunderts ist der Markscheider als Person nachweisbar. Diese Aufgaben wurden nun nicht mehr vom Bergmeister, sondern von einem ihm unterstellten Beamten, dem Markscheider, übernommen.
Im Verlauf der Industrialisierung kam zu diesen klassischen Aufgaben vor allem die Lagerstättenbearbeitung, die damit verbundene Bergschadenkunde sowie die Betreuung der bergbaulichen Genehmigungsverfahren hinzu. Seine vielfältigen unter- und übertägigen Aufgaben löst der Markscheider u. a. mit Hilfe von Geoinformationssystemen (GIS).
In Deutschland muss nach dem Bundesberggesetz ein Risswerk, bestehend aus maßstäblichen Karten, Plänen und sonstigen Unterlagen (u. a. Handbüchern), geführt werden. Darüber hinaus werden – ebenfalls unter der Verantwortung des Markscheiders – zusätzliche betriebliche Unterlagen für das Bergwerk erstellt, zum Beispiel Zuschnittsplanungen und Betriebspunktrisse.
In den letzten Jahren hat die Beurteilung der Einwirkungen des Bergbaus auf die Tagesoberfläche immer größere Bedeutung gewonnen. Mit Hilfe von Simulationsprogrammen werden durch den Markscheider Prognosen über die zu erwartenden Auswirkungen des Abbaus erstellt.
Der Markscheider ist zu Fragen des Abbaus und der Bergschäden Ansprechpartner für Unternehmen und bergbaugeschädigte Haus- und Grundbesitzer.

## Vermessungsinstrumente

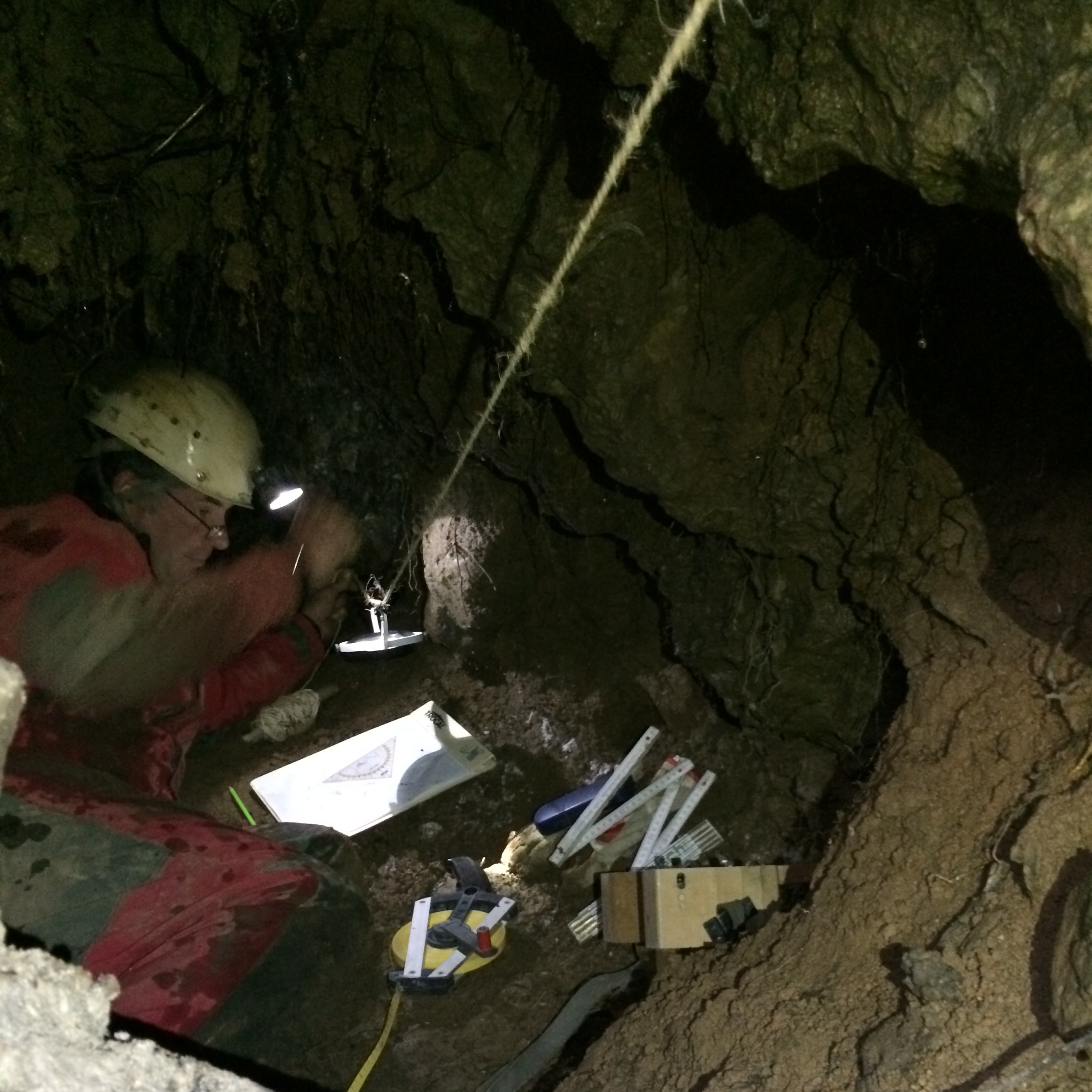
Höhlenforscher bei der Vermessung mit Freiberger Hängezeug.

Messinstrumente des Markscheiders im Mittelalter waren in erster Linie das Hängezeug (Schinzeug), bestehend aus Lot, Gradbogen und Hängekompass- oder Setzkompass sowie die Lachterkette, der Vorläufer des Maßbandes.
Um einen Zug zu ziehen, wurde eine Schnur straff von Punkt zu Punkt gespannt. Die Schnur wurde an speziellen Nägeln befestigt, die eine definierte Lage der Schnur sicherstellten (Firstnägel). An die Schnur wurden der Gradbogen und der Kompass gehängt. Mit dem Gradbogen wurde die Neigung gegen den Horizont ermittelt und mit dem Kompass die Richtung gegen magnetisch Nord bestimmt. Anschließend bestimmte man mit der Lachterkette die Entfernung der einzelnen Punkte voneinander. Um den Kompass nicht zu beeinflussen, waren alle Messinstrumente eisenfrei gearbeitet und auch der Markscheider selbst und seine Gehilfen durften nichts Eisernes am Mann haben. Aus dieser Notwendigkeit heraus erklärt sich auch die Verwendung spezieller Grubenlampen, der Markscheiderlampen.
In Einzelfällen wurden zeichnerische Aufnahmen mit Messtisch und Kippregel angefertigt.
Nivellements erfolgten mit einer Schlauchwaage, die auch heute noch im Bergbau Verwendung findet, da es teilweise zwischen zu nivellierenden Höhenpunkten keine Sichtverbindung – Voraussetzung für den Einsatz eines Nivelliers – gibt.
Im 19. Jahrhundert führte Julius Weisbach die sogenannte Visiermarkscheidekunst, die Winkelmessung mittels Theodolit, ein. Bei der Auffahrung des Rothschönberger Stollns wies er deren praktische Anwendbarkeit und höhere Genauigkeit gegenüber der Kompassmessung nach.
Im 20. Jahrhundert kam die Messkette nach und nach außer Gebrauch und wurde durch nun verfügbare Stahlmessbänder ersetzt.
In der zweiten Hälfte des 20. Jahrhunderts wurde die elektrooptische Streckenmessung, wie auch im sonstigen Vermessungswesen, eingeführt.
Während im übertägigen Bereich der Markscheider heute modernste Messtechnik, wie z. B. Totalstationen, GNSS-Messungen und Photogrammetrie einsetzen kann, ist er unter Tage teilweise noch auf optisch-mechanische Theodolite und Bandmaßmessungen angewiesen. Speziell in Schlagwettergruben (also in nahezu allen Steinkohlebergwerken) können aufgrund der Explosionsgefahr weder Totalstationen mit elektrooptischer Distanzmessung noch Laserentfernungsmesser eingesetzt werden. Allerdings wurde schon Mitte der 1970er-Jahre mit dem Eldi 2 mining der Firma Zeiss ein schlagwettergeschützter elektrooptischer Distanzmesser entwickelt. Neuerdings steht ein spezieller explosionsgeschützter bzw. eigensicherer Laserscanner, der Imager 5006Ex, zur Verfügung.

### Speläologie
In der Höhlenvermessung wird heute noch mit dem Hängezeug gearbeitet, weil die beengten Verhältnisse oft keine großen empfindlichen Geräte zulassen.

## Bildergalerie historischer Messinstrumente
Historische Markscheiderinstrumente nach De re metallica 1556 von Georgius Agricola

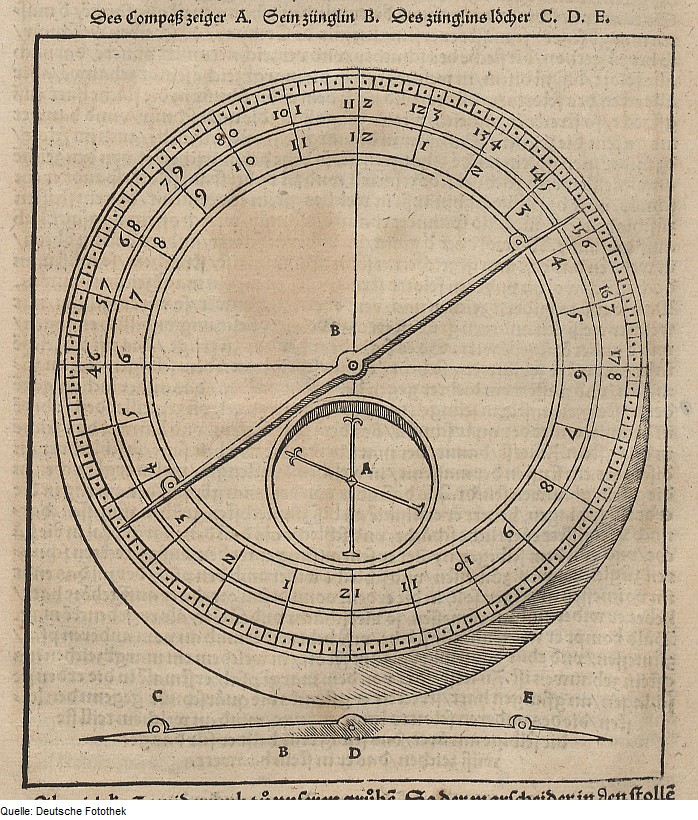
Kompass
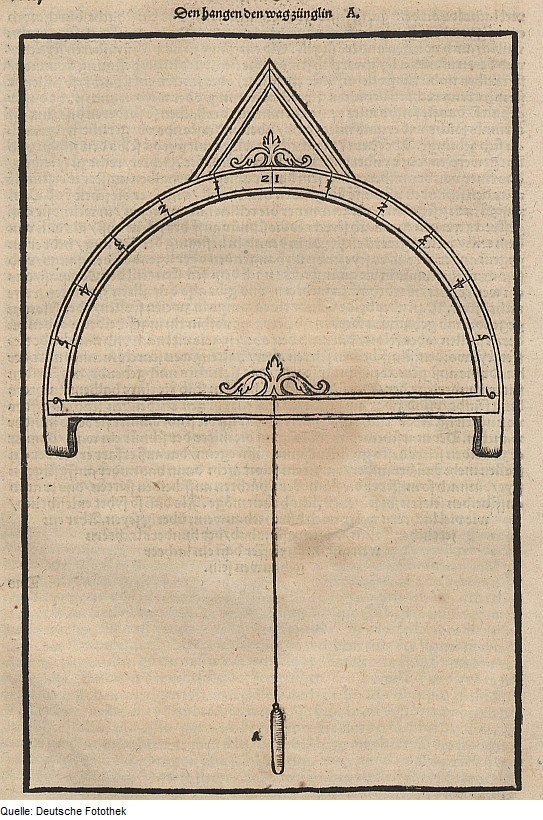
Waage
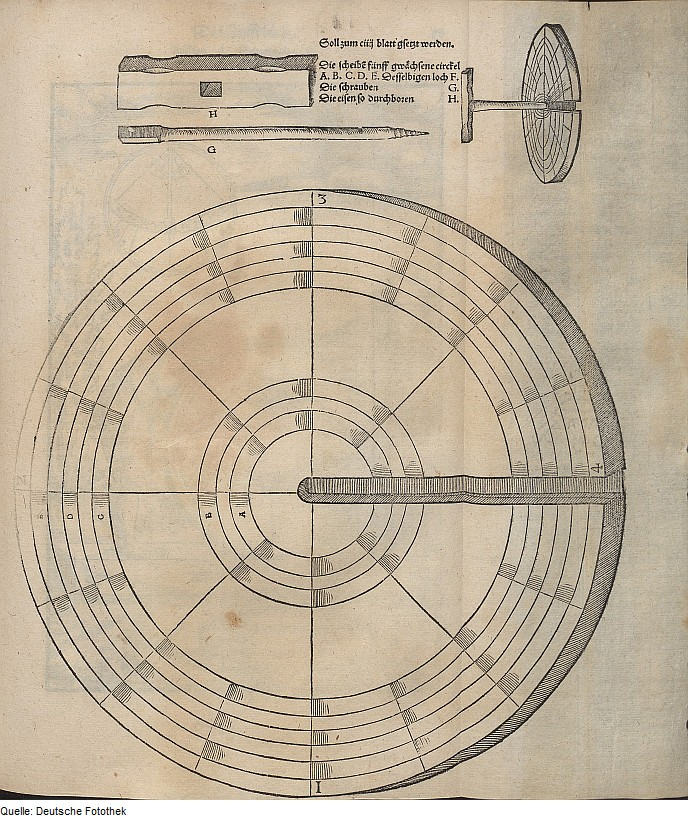
Wachsscheibe
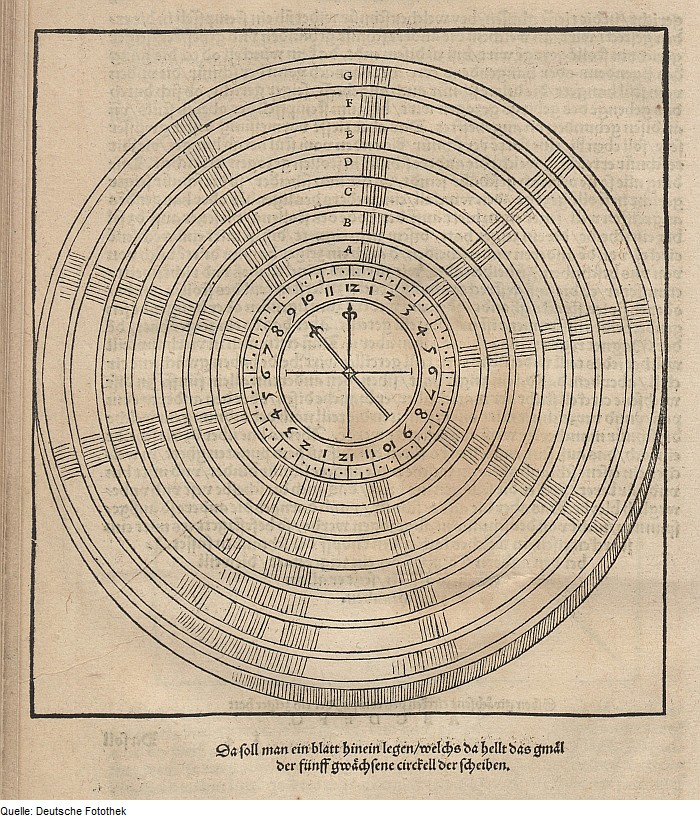
Wachsscheibe
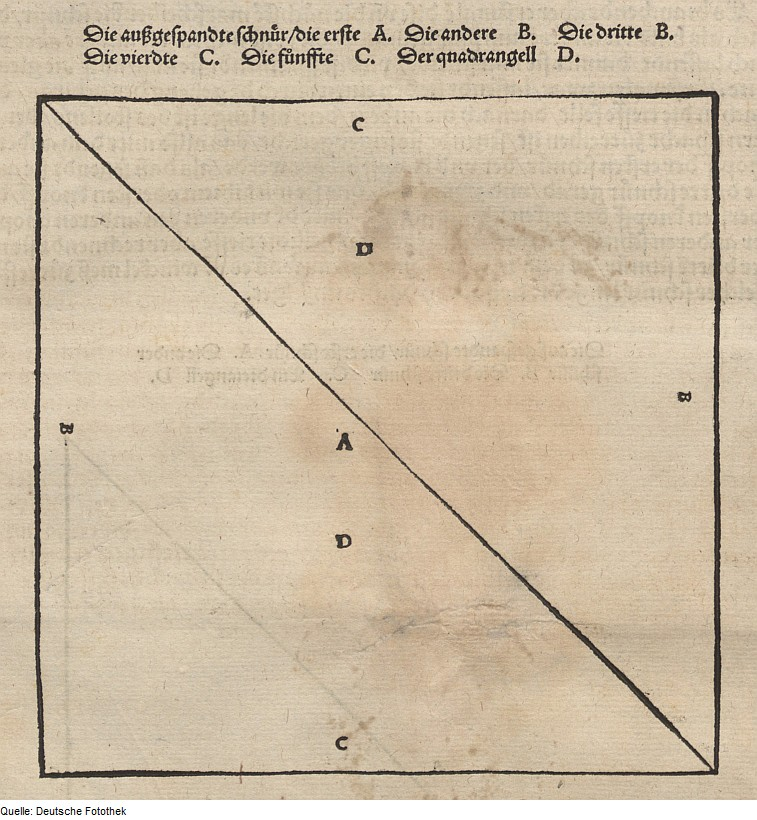
Vermessungsschnur

## Markscheiderzeichen

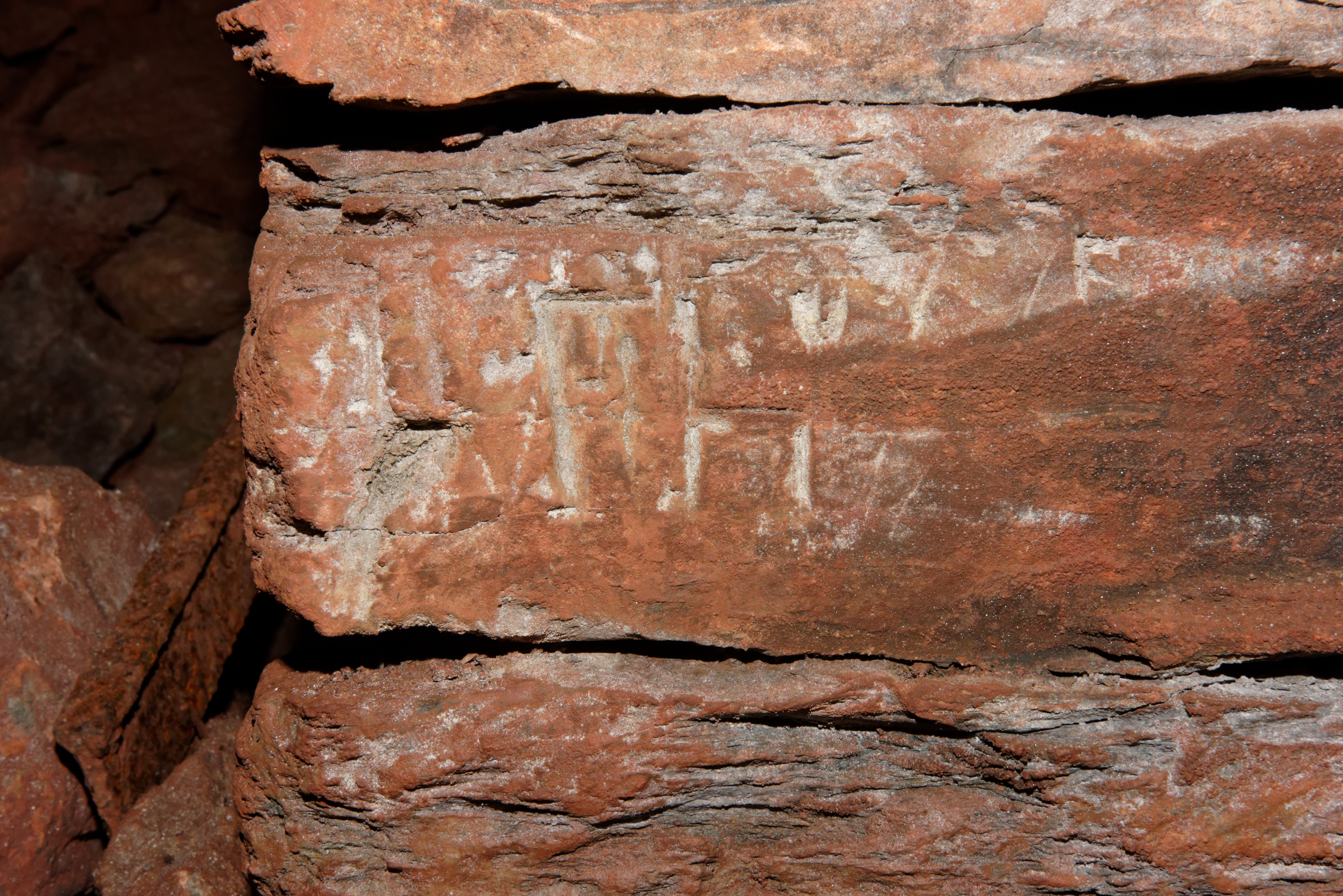
Markscheidezeichen in der Grube Eisenberg
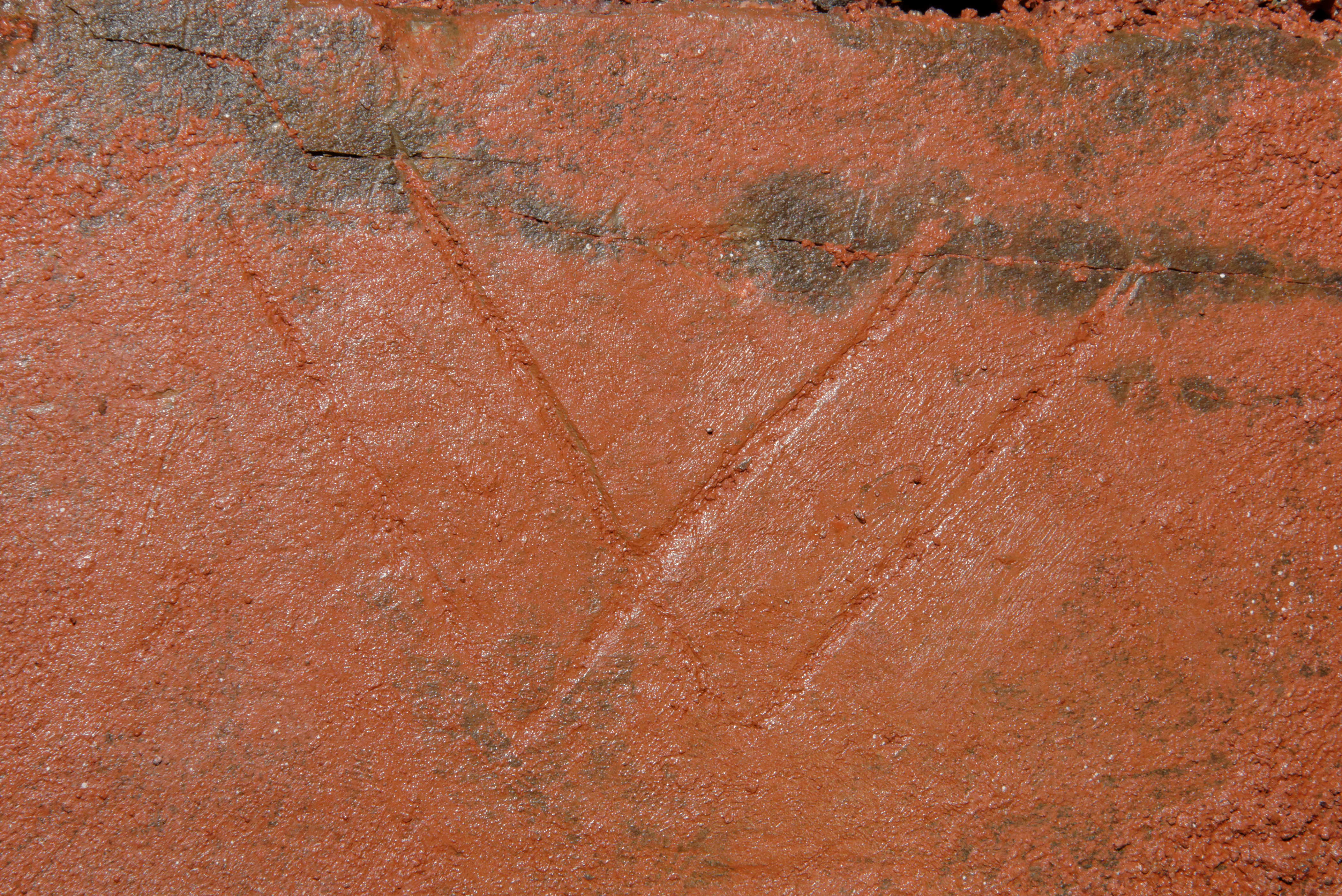
Markscheidezeichen in der Grube Eisenberg
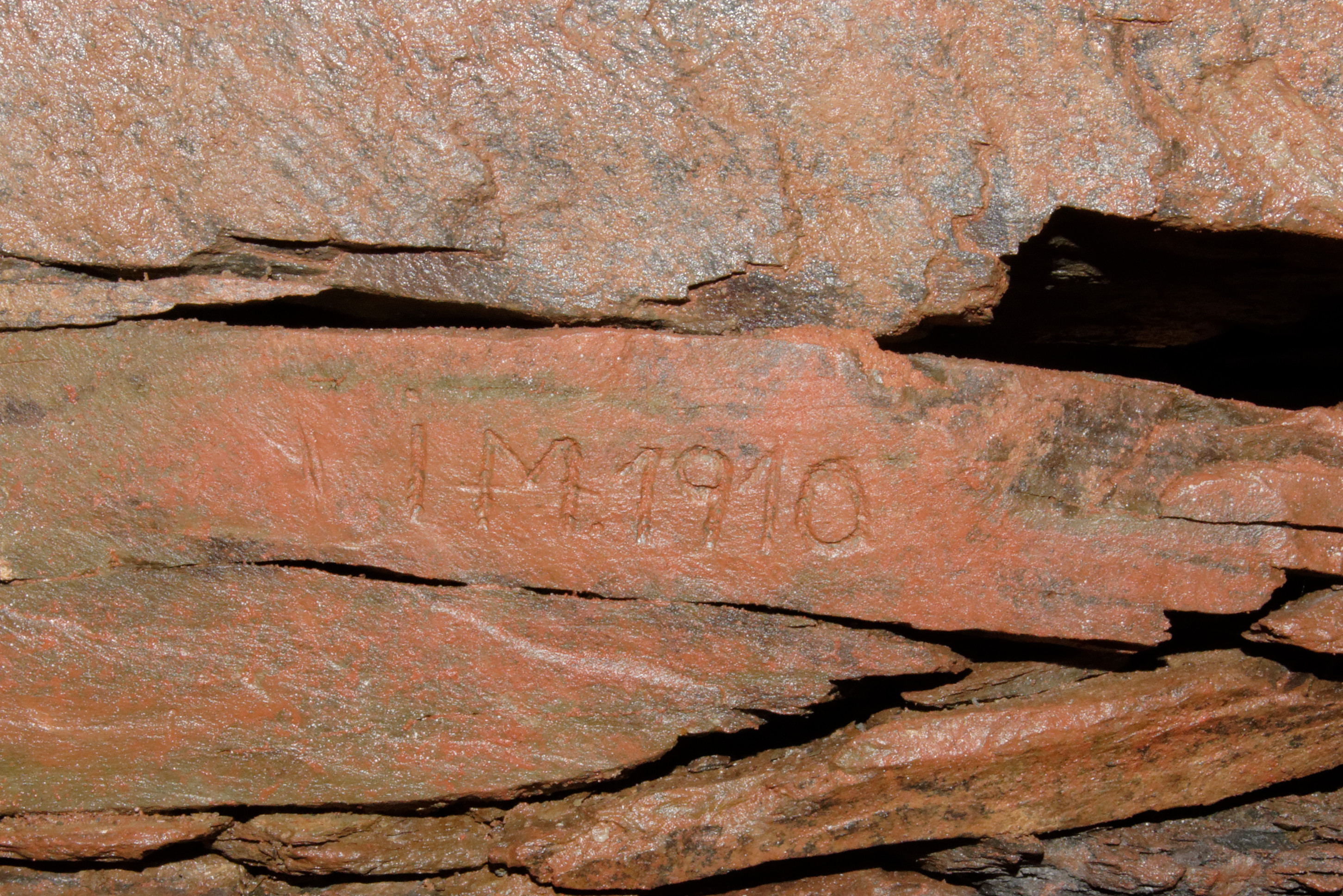
Markscheidezeichen in der Grube Eisenberg
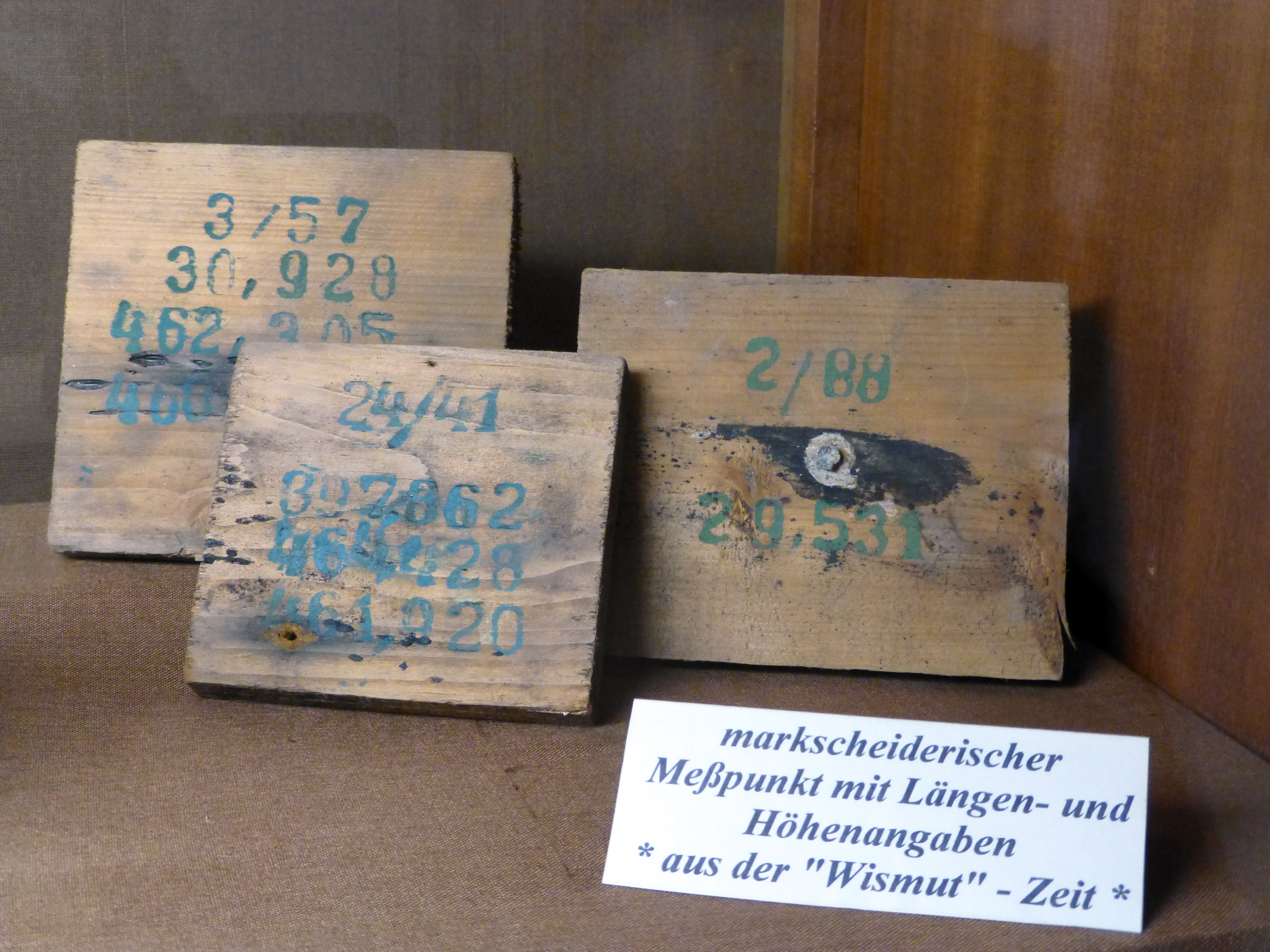
Messpunkte aus der Wismut-Zeit
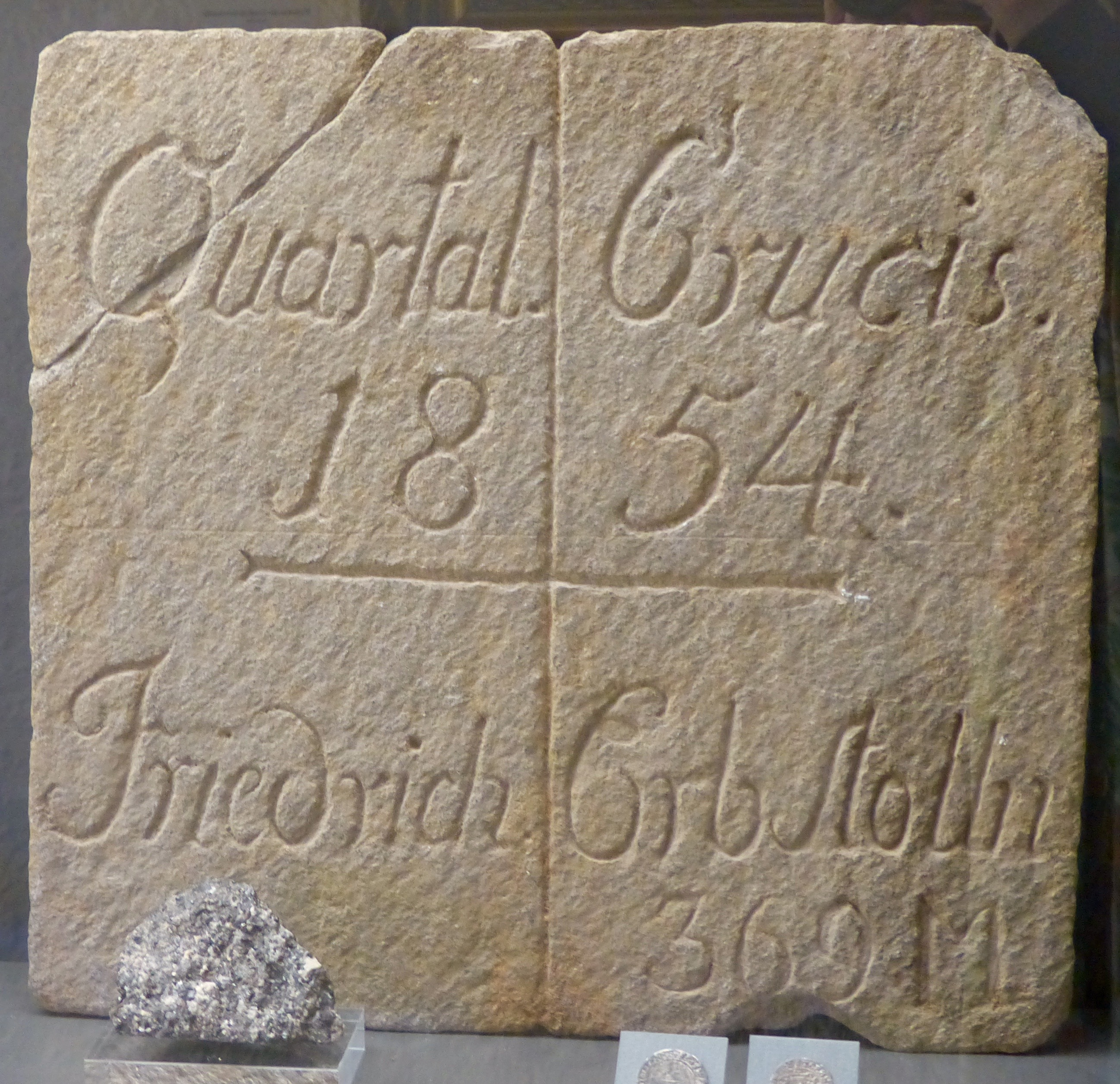
Lachtertafel von 1854